# Maleny
Maleny est une ville de la communauté de Caloundra. Elle est située sur la Sunshine Coast, à une centaine de kilomètres (environ 1 h) au nord de Brisbane, dans le Queensland, en Australie, à l'intérieur des terres. Maleny surplombe les Glass House Mountains et est proche de Montville.
Maleny attire une population dite "écolo", "verte".
Le centre de Maleny est composée de deux rues principales : Maple St et Coral St.

Lieux d'intérêt touristiques :
- Mary Cairncross, promenade dans la forêt subtropicale et point de vue sur les Glass House Mountains.
- Gardner Falls, à la sortie de la ville. Petites cascades, baignade possible.